# 도미니크 옹그웬
도미니크 옹그웬(Dominic Ongwen, 1975년 ~ )은 우간다 북부 반군 주의 저항군(LRA)의 시니아 여단 사령관이다.  LRA는 네 개의 여단으로 이루어져 있으며, 각 여단의 사령관들은 LRA의 군사 전략을 입안하는"통제 제단"(Control Altar)을 구성하고 있다. 옹그웬 역시 그 일원이다. 옹그웬은 각 여단 사령관 및 총사령관 조지프 코니로 이루어진 5인의 LRA 지도자 중 서열이 가장 낮으며, 2005년 다른 지도자들과 함께 국제 형사 재판소(ICC)에 의해 수배되었다. 옹그웬은 7건의 인도에 반한 죄 및 전쟁범죄에 책임이 있다는 혐의를 받고 있다.
옹그웬은 2005년 10월 10일 우간다 인민방위군과 교전 중 사망했다고 알려졌고, 전직 LRA 사령관들이 시체를 확인했다. 그러나 2006년 7월 ICC는 유전자 검사 결과 시체가 옹그웬이 아니었다고 발표했다. 이때 옹그웬은 남수단 에콰토리아에 소재하고 있었으며, 민주콩고 북동부 가람바 국립공원에 웅거하고 있는 총사령관 조지프 코니에게 합류하려고 시도했다. 옹그웬과 그 아내는 IRIN의 2007년 영화 Picking up the Pieces에 포착되기도 했다.
2015년 1월 6일, 옹그웬은 중앙아프리카 공화국에 주둔한 미군에게 투항하였다.
2021년 5월 6일 국제 형사 재판소는 판결을 내렸고 Dominic Ongwen이 전쟁 범죄와 반 인도 범죄로 유죄 판결을 내 렸으며 Dominic Ongwen은 25년 징역형을 선고 받게된다.국제형사재판소(ICC)는 2024년 2월 4만9772명으로 추산되는 도미니크 옹웬(Dominic Ongwen)의 피해자 1인당 800달러의 상징적인 개인배상금을 지급했다.